# Ludwig Arnsperger (Mediziner)
Ludwig Herbert Gustav Emil Arnsperger (* 23. Oktober 1877 in  Karlsruhe; † 20. April 1970 ebenda) war ein deutscher Chirurg.

## Werdegang
Arnsperger kam als jüngster von drei Söhnen der Eheleute Carl Ludwig Friedrich Arnsperger (1837–1907) und Rosa Ernestine Wilhelmine Arnsperger, geb. Bischoff-Deurer (1840–1877), zur Welt. Sein Vater war Ministerialrat im badischen Ministerium des Innern. Sein Bruder Walther (1871–1902) war Privatdozent für Philosophie in Hannover, sein Bruder Hans (1872–1955) Professor für Medizin.
Er studierte ab dem Wintersemester 1895/96 Medizin in Heidelberg, Berlin und wieder Heidelberg. In Heidelberg wurde er Mitglied der Verbindung Rupertia. Am 27. Februar 1901 erhielt er die Approbation, am 9. Mai 1901 wurde er promoviert. Seine Assistenzzeit verbrachte er ab Juni 1901 am Kurhaus in St. Blasien, ab Oktober 1901 am Pathologischen Institut in Heidelberg und ab April 1902 an Chirurgischen Universitätsklinik Heidelberg.
Am 2. März 1906 habilitierte er sich in Heidelberg und lehrte anschließend an der Medizinischen Fakultät. Dort wurde er am 23. Februar 1912 zum außerordentlichen Professor ernannt. Am 31. März 1912 schied er aus dem Lehrkörper aus.
Neben seiner Lehrtätigkeit war Arnsperger ab 1911 Chefarzt der Chirurgischen Abteilung der St. Vincentinus-Krankenhäuser in Karlsruhe. Von 1912 bis 1953 war er leitender Arzt der gesamten alten und neuen St. Vincentinus-Kliniken.

## Ehrungen
- 1952: Verdienstkreuz (Steckkreuz) der Bundesrepublik Deutschland[2]

## Schriften
- Ueber den Rose’schen Kopftetanus. J. Hörning, Heidelberg 1901, urn:nbn:de:bvb:355-ubr11722-2 (Dissertation, Universität Heidelberg, 1901).
- Der günstigste Zeitpunkt der Appendicitisoperation. In: Deutsche Medizinische Wochenschrift. Bd. 31 (1905), H. 23, S. 903–905, doi:10.1055/s-0029-1188166.
- Ueber Spätrezidive maligner Tumoren: zugleich ein Beitrag zur Frage der Impfmetastasen. In: Beiträge zur pathologischen Anatomie und zur allgemeinen Pathologie. Supplement 7 (1905), S. 283 ff.
- Die chirurgische Bedeutung des Icterus: zugleich ein Beitrag zur Pathologie und Chirurgie der tiefen Gallenwege. Laupp, Tübingen 1906, urn:nbn:de:bvb:355-ubr10809-4 (Habilitationsschrift, Universität Heidelberg, 1906).
- Ueber die Indikation zur Gastroenterostomia posterior antecolica. In: Beiträge zur klinischen Chirurgie. Bd. 56, H. 1 (November 1907), S. 256–262.
- Der gegenwärtige Stand der Pathologie und Therapie der Gallensteinkrankheit (= Sammlung zwangloser Abhandlungen aus dem Gebiete der Verdauungs- und Stoffwechsel-Krankheiten. Bd. 3, H. 3). Marhold, Halle an der Saale 1911.
- Zur Pathologie und Chirurgie der akuten Pankreatitis. In: Deutsche Zeitschrift für Chirurgie. Bd. 189, H. 1–3 (Dezember 1924), S. 189–210, doi:10.1007/BF02936984.
- Die Chirurgische Behandlung der Pankreatitis. In: Klinische Wochenschrift. Bd. 3, H. 17 (22. April 1924), S. 739–741, doi:10.1007/BF01737204.